# Gyula Kakas
Gyula Kakas, znany też jako Gyula Kokas (ur. w 1878 w Budapeszcie, zm. 25 lutego 1928 tamże) – węgierski gimnastyk. Uczestnik pierwszych nowożytnych igrzysk olimpijskich w 1896 roku, a także igrzysk w Paryżu (1900) i Olimpiady Letniej 1906.
Podczas igrzysk olimpijskich w Atenach w 1896 roku brał udział w czterech konkurencjach gimnastycznych – skoku przez konia, ćwiczeniach na poręczach, ćwiczeniach na drążku i w ćwiczeniach na kółkach. Jego wyniki są jednak nieznane, wiadomo że w żadnej z nich nie zajął miejsca w czołowej dwójce.
W Paryżu w 1900 wziął udział w wieloboju, w którym zajął 88. miejsce ex aequo z czterema Francuzami (zdobył 211 punktów). Startowało 135 zawodników.
Uczestniczył także w Olimpiadzie Letniej 1906, w której wystąpił w trzech konkurencjach. W wieloboju zajął 23. miejsce, w wieloboju składającym się z 5 konkurencji był 31. ex aequo z rodakiem Kálmánem Szabó. W zawodach drużynowych zajął wraz z ekipą narodową szóste miejsce.